# Giovanni Paccosi
Giovanni Paccosi (ur. 2 czerwca 1960 we Florencji) – włoski duchowny katolicki, biskup San Miniato od 2023.

## Życiorys
Święcenia kapłańskie otrzymał 4 kwietnia 1985 i został inkardynowany do archidiecezji florenckiej. Przez kilkanaście lat pracował duszpastersko. W latach 2001–2016 był misjonarzem fidei donum w Peru. Po powrocie do kraju został proboszczem w Casellinie, a od 2022 odpowiadał za rejon Ameryki Łacińskiej w ruchu Comunione e Liberazione.
24 grudnia 2022 papież Franciszek mianował go ordynariuszem diecezji San Miniato. Sakry udzielił mu 5 lutego 2023 kardynał Giuseppe Betori.